# Yuppies 2
Yuppies 2 è un film del 1986 diretto da Enrico Oldoini e interpretato da Jerry Calà, Christian De Sica, Massimo Boldi ed Ezio Greggio.
Si tratta del sequel liberamente ispirato a Yuppies - I giovani di successo diretto da Carlo Vanzina nello stesso anno, in quanto ripropone gli stessi protagonisti applicando però diversi cambiamenti alla continuity della storia.

## Trama
Continuano le avventure dei quattro amici yuppies milanesi.
Giacomo e Margherita sono una giovane coppia di sposi a capo di un'agenzia pubblicitaria; la donna costringe il marito ad un regime sessuale snervante per rimanere incinta e a movimentare ancora di più la loro relazione arriva Anna, una fotomodella amica d'infanzia di Giacomo che tenta di sedurlo: la ragazza, infatti, si dichiara psicologicamente bloccata poiché sin da quando era piccola sognava di fare l'amore con lui. Dopo numerosi tentativi Anna riuscirà nel suo obiettivo solo quando Giacomo sarà completamente ubriaco (tanto da pensare di star concependo un figlio con la moglie): finalmente libera dalla sua ossessione e felice per il fatto che Giacomo sia così innamorato della moglie, Anna ritornerà negli Stati Uniti mentre Margherita annuncia di essere incinta e la coppia continua felicemente la propria storia.
Lorenzo, cacciato di casa dalla moglie convinta della sua infedeltà, deve rassegnarsi a vivere assieme a Sandro, che nel frattempo è alle prese con la sua ennesima conquista, l'atleta sovietica Irina: quest'ultima continua a mandare in bianco il dentista, anzi è proprio Lorenzo a fare colpo su di lei anche perché parla il russo. Lorenzo cerca in ogni modo di riconquistare la moglie finché, dopo essere andato a letto con Irina e aver litigato per questo con Sandro, riesce finalmente a superare la depressione e a riprendersi sua moglie, con la quale riscopre la passione.
Willy, nuovamente alla ricerca di una donna facoltosa, decide di far colpo sulla regina della finanza, la contessa Isabella Barattini Tenti: i suoi amici lo sfidano con una corposa scommessa e nel frattempo ingaggiano Gina, una fotomodella dell'agenzia di Giacomo molto somigliante alla nobile, in modo da trarlo in inganno. Willy perde la scommessa ma dopo aver pubblicato le foto della sua notte con Gina, la vera Isabella - impressionata dal suo coraggio - lo sposa dopo una notte insieme.
Alla fine i quattro si ritrovano in volo per Roma dove li attende un clamoroso e delicato business: rendere una loro automobile la vettura ufficiale del papa. Approfittando della straordinaria somiglianza tra Lorenzo e sua sorella, una suora molto potente nella gerarchia ecclesiastica, riusciranno ad ottenere un'udienza in Vaticano, ma alla fine saranno inevitabilmente smascherati dal Pontefice e costretti a scappare.

## Produzione

### Origini
La produzione del film iniziò a seguito del successo ottenuto da Yuppies - I giovani di successo pochi mesi prima. La regia della pellicola venne affidata ad Enrico Oldoini, tuttavia i fratelli Carlo ed Enrico Vanzina, che avevano curato regia e sceneggiatura del primo capitolo, ne risultano tra i soggettisti. La scelta del cambio del regista innescò diversi rumor, i quali sostenevano che Enrico Oldoini fosse stato chiamato a sostituire Vanzina per via di divergenze creative tra quest'ultimo ed il produttore Aurelio De Laurentiis. La smentita arrivò però da parte dello stesso Oldoini, che affermò di essere stato interpellato fin da subito per firmare la sceneggiatura e la regia del film.

### Cast
I protagonisti del film rimangono sempre Massimo Boldi, Jerry Calà, Christian De Sica ed Ezio Greggio, ma con sottili differenze rispetto alla pellicola precedente. Nella parte delle co-protagoniste ritroviamo Federica Moro, che stavolta viene affiancata da Athina Cenci. 

### Riprese
Il film è stato girato a Roma, a Milano e in Sardegna tra l'ottobre e il novembre 1986, ed è costato circa quattro miliardi di lire.

## Accoglienza

### Incasso
La pellicola uscì nelle sale il 23 dicembre 1986 ed ottenne un enorme successo al botteghino, con un introito di quattordici miliardi di lire che riuscì ad eguagliare quello del suo predecessore, classificandosi inoltre come il secondo film italiano più visto della stagione cinematografica 1986-1987 in Italia, preceduto solo dal kolossal Il nome della rosa.

### Critica
Nonostante il grande successo commerciale e la calorosa accoglienza del pubblico, il film venne stroncato ancor più nettamente dalla critica rispetto al suo predecessore. Magazine tv scrisse: "Rispetto all'originale di Vanzina, sparisce del tutto il sottofondo sociale e restano soltanto i meccanismi della commedia. Così passa anche la voglia di ridere.". La rivista Segnalazioni cinematografiche lo stroncò ancor maggiormente, scrivendo: "Non c'è in tutto il film un solo lampo di talento, né lo scintillio di una sola battuta. È il trionfo del cattivo gusto. È un film noioso insipido e soprattutto idiota."..
Più nello specifico andò Vittorio Guslandi per il periodico Ciak, si gira!, che ne sottolineo la ripetitività e ne apprezzò principalmente le interpretazioni degli attori:

## Colonna sonora
La colonna sonora del film contiene numerose hit dell'anno 1986. La sigla di apertura è Looking for Love di Tom Hooker, mentre tra le altre spicca Easy Lady di Ivana Spagna; il resto della tracklist è composto da Dancin' On The Ceiling di Lionel Richie, Spirit In The Sky dei Doctor & the Medics, Greatest Love of All di Whitney Houston, Hi! Hi! Hi! di Sandra, L Is For Lover di Al Jarreau, Every Beat Of My Heart di Rod Stewart, Don't Leave Me This Way dei The Communards, Girls And Boys di Prince & The Revolution, I Can't Wait dei Nu Shooz e What's The Color Of Money degli Hollywood Beyond.
Le musiche originali sono di Manuel De Sica, fratello maggiore di Christian.

## Sequel
Negli ultimi anni sono stati numerosi i fan che hanno richiesto un ulteriore terzo capitolo del film, tanto che Massimo Boldi, Ezio Greggio e successivamente anche Jerry Calà hanno dato la loro benedizione al progetto.Un possibile terzo capitolo viene citato nel film Chi ha rapito Jerry Calà? come gag.